# Manziat
Manziat település Franciaországban, Ain megyében. Lakosainak száma 1985 fő (2022. január 1.). Manziat Asnières-sur-Saône, Chevroux, Feillens, Ozan és Vésines községekkel határos.

## Népesség
A település népességének változása:
| Lakosok száma | 1197 | 1451 | 1482 | 1827 | 1948 | 1988 | 1963 | 1948 | 1948 | 1985 |
|               | 1968 | 1982 | 1990 | 2006 | 2013 | 2015 | 2017 | 2019 | 2020 | 2022 |